# Paspalum subsesquiglume
Paspalum subsesquiglume är en gräsart som beskrevs av Johann es Christoph Christian Döll. Paspalum subsesquiglume ingår i släktet tvillinghirser, och familjen gräs. Inga underarter finns listade i Catalogue of Life. Arten förekommer i nordöstra Sydamerika.